# Danilo Couto
Danilo Couto (Salvador, 23 de janeiro de 1975) é um surfista brasileiro. Adepto do freesurf, onde o atleta prioriza a escolha de picos e condições ideais sem  tem foco na competição, é um dos mais respeitados surfistas de ondas grandes dos anos 2000/2010, tendo residência em Oahu, no Hawaii.
Em 2011 foi o segundo brasileiro a vencer o prêmio Billabong XXL Global Big Wave Awards, que é considerado o "Oscar das ondas gigantes", ao completar uma onda de 20m em Jaws na remada.

## Prêmios e indicações
| Ano  | Prêmio                               | Categoria                               | Resultado | Ref.        |
| ---- | ------------------------------------ | --------------------------------------- | --------- | ----------- |
| 2004 | Billabong XXL Global Big Wave Awards | Maior Onda                              | Indicado  | [ 3 ]       |
| 2005 | Billabong XXL Global Big Wave Awards | Tubo do Ano                             | Indicado  | [ 3 ]       |
| 2007 | Billabong XXL Global Big Wave Awards | Melhor Performance                      | Indicado  | [ 3 ]       |
| 2010 | Billabong XXL Global Big Wave Awards | Maior Onda                              | Indicado  | [ 3 ]       |
| 2011 | Billabong XXL Global Big Wave Awards | "Ride of The Year" (Melhor Onda do Ano) | Venceu    | [ 2 ] [ 4 ] |
| 2011 | Prêmio FLUIR Waves                   | Melhor Big Rider do ano                 | Venceu    | [ 4 ]       |
| 2013 | Billabong XXL Global Big Wave Awards | Maior Onda                              | Indicado  | [ 5 ]       |
| 2015 | Billabong XXL Global Big Wave Awards | Maior Onda do Ano Surfada Na Remada     | Pendente  | [ 2 ]       |